# Suché kopce
Suché kopce jsou přírodní památka poblíž obce Vojnův Městec v okrese Žďár nad Sázavou v nadmořské výšce 646–678 metrů. Oblast spravuje AOPK ČR, RP Správa CHKO Žďárské vrchy. Důvodem ochrany jsou vlhké louky přecházející ve vřesoviště s řadou významných druhů.

## Galerie

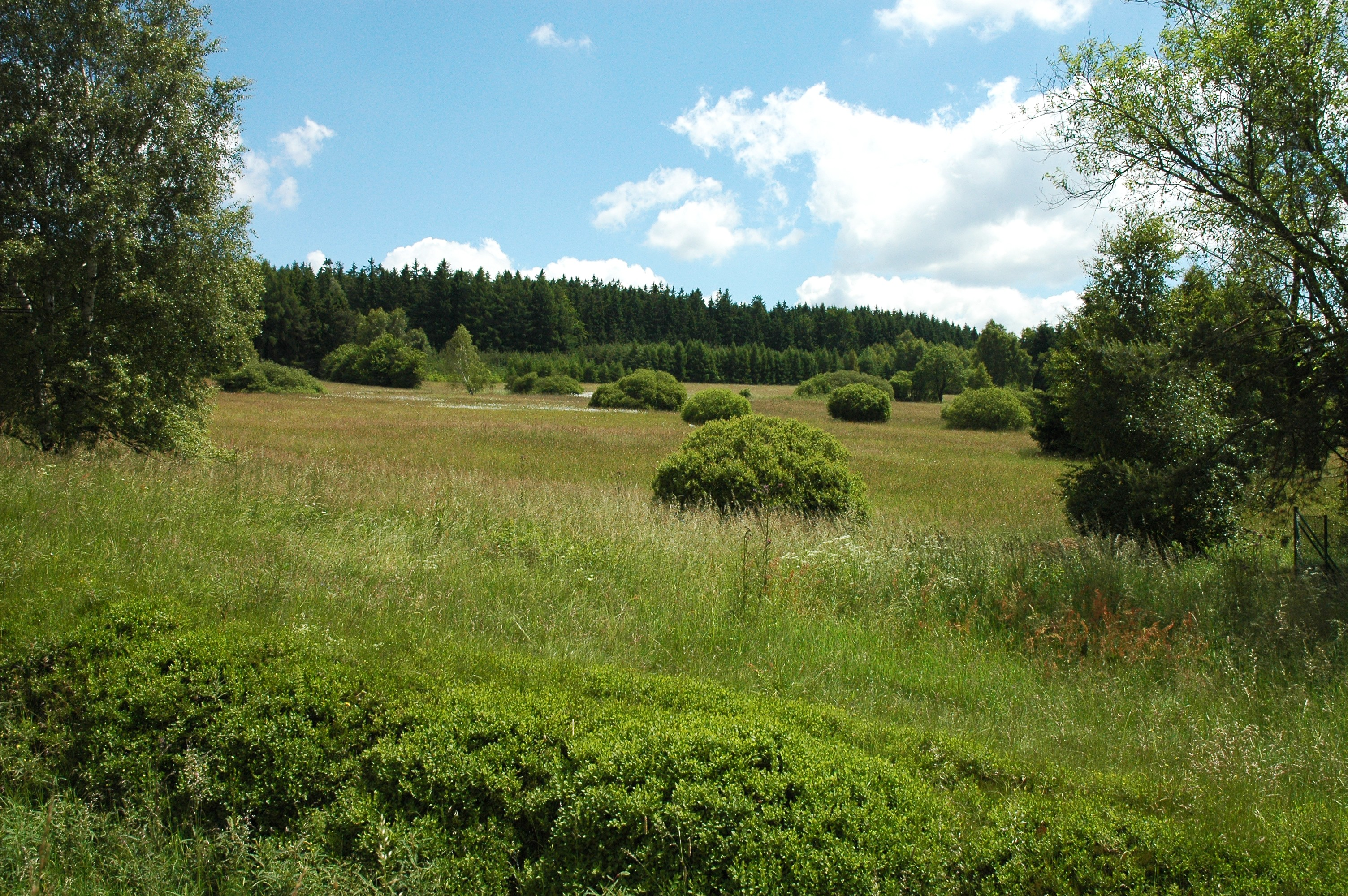
Přírodní památka Suché kopce
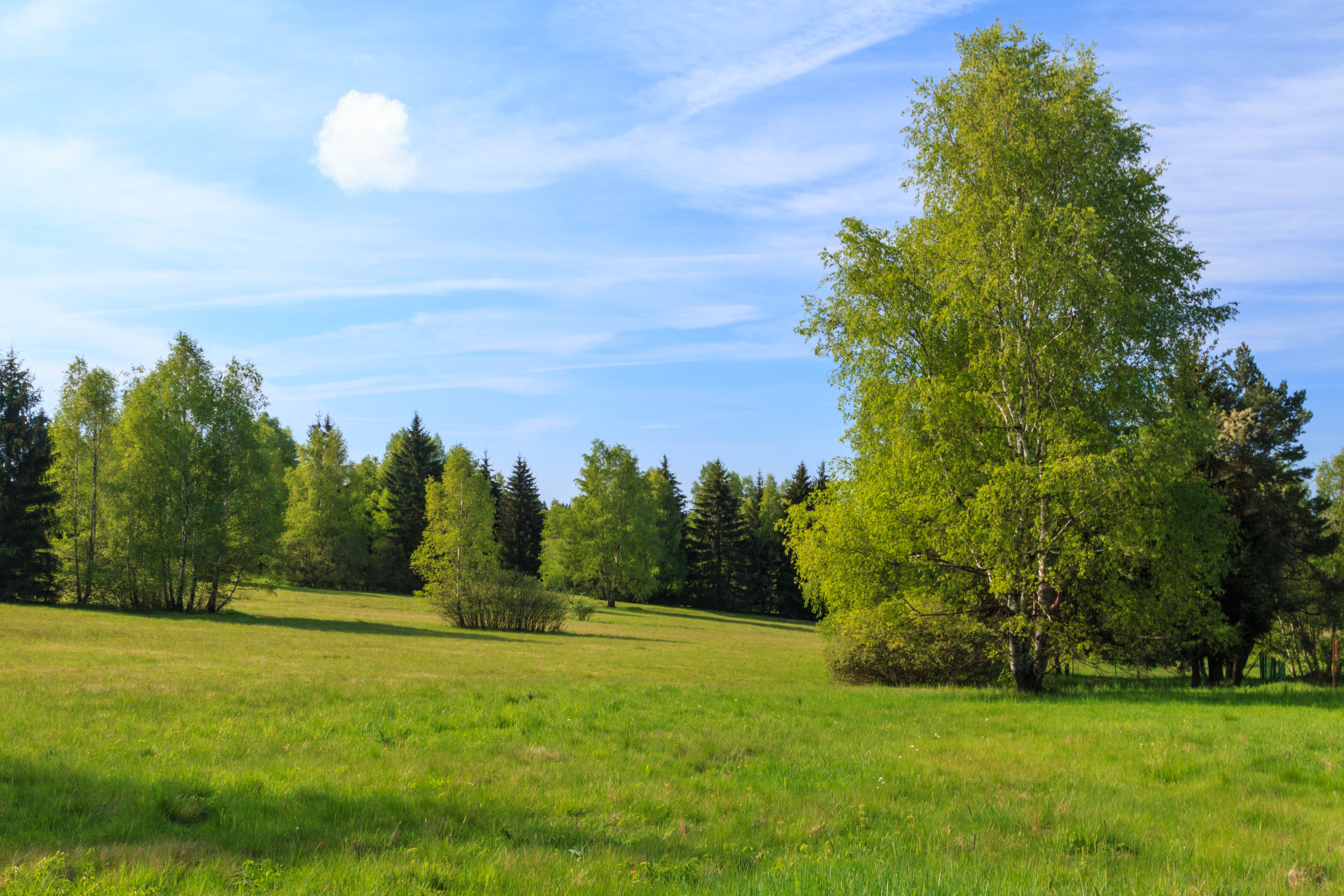
Přírodní památka Suché kopce
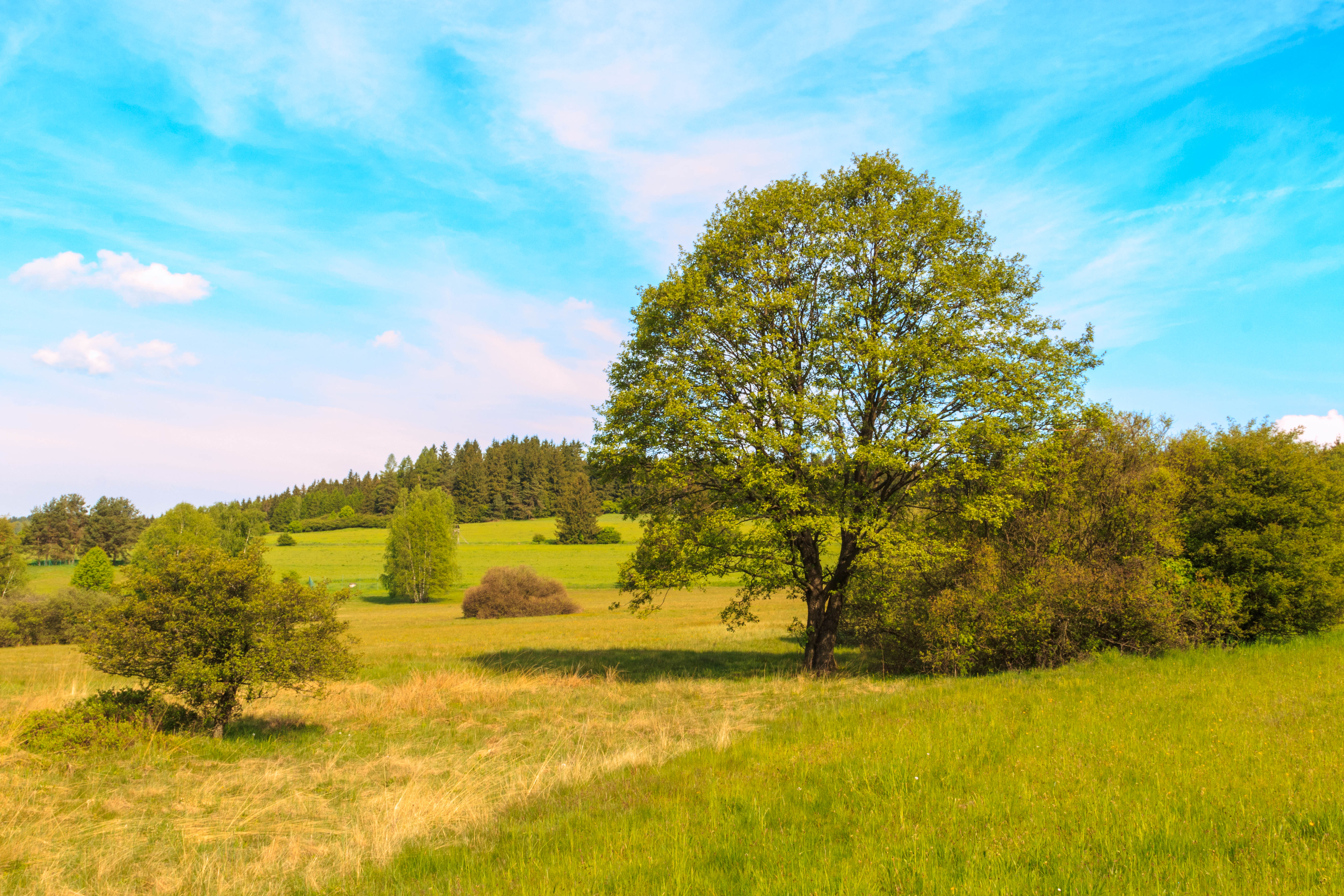
Přírodní památka Suché kopce
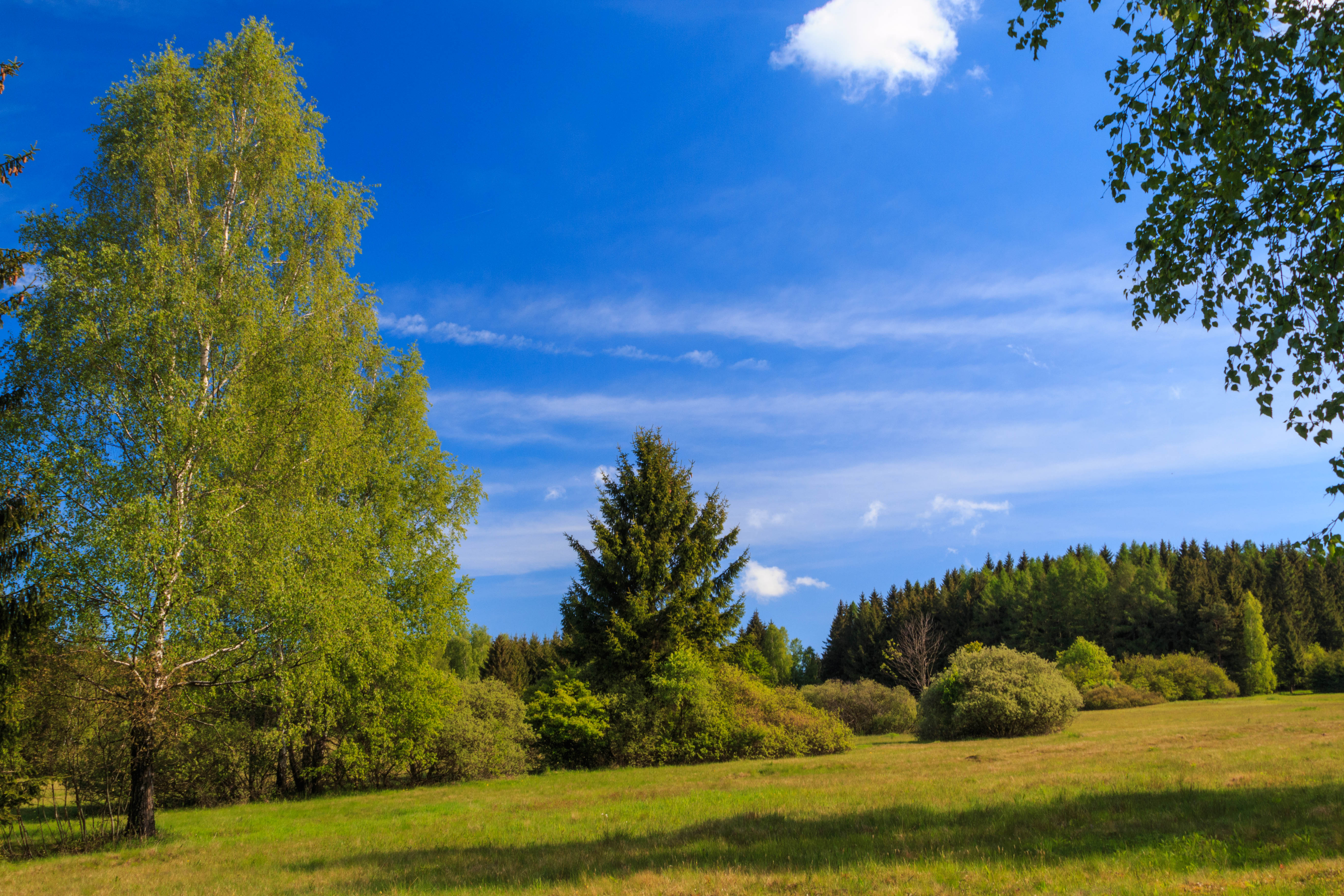
Přírodní památka Suché kopce